# Stanisław Jaskułka
Stanisław Jaskułka (né le 25 août 1958 à Puck) est un athlète polonais, spécialiste du saut en longueur.
Son club était le AZS Warszawa.[1] Il remporte la médaille d'or lors des Championnats d'Europe juniors 1977, termine 4e des Championnats d'Europe en salle de 1977 et 5e des Jeux olympiques de 1980, en battant son record personnel, porté à 8,13 m.
Il remporte également la médaille de bronze lors des Championnats d'Europe en salle de 1980 après la disqualification de Ronald Desruelles.